# Landesfrauenrat Rheinland-Pfalz
Der Landesfrauenrat Rheinland-Pfalz wurde im Jahr 1992 gegründet. Er hat seinen  Sitz in Mainz. Der Dachverband vertritt mehr als 30 Frauenverbände, Frauenorganisationen und Frauengruppen des Bundeslandes in Politik, Gesellschaft, Wissenschaft und Wirtschaft. Gemäß der Satzung des Landesfrauenrats Rheinland-Pfalz ist es das Ziel des eingetragenen, gemeinnützigen Vereins, die Gleichberechtigung von Frauen und Männern zu fördern sowie die Lebensumstände von Frauen zu verbessern.

## Vorstand
Der Landesfrauenrat Rheinland-Pfalz wird von einem ehrenamtlichen Vorstand geleitet. Vorsitzende  ist seit Oktober 2014 die Unternehmerin Claudia Rankers.

## Aktivitäten
Einmal im Jahr organisiert der Landesfrauenrat Rheinland-Pfalz die halbtägige Veranstaltung „LFR-Bistro“ mit mehr als 100 Teilnehmenden zu wechselnden Themen. Der Landesfrauenrat Rheinland-Pfalz setzt sich unter anderem für das Thema Frauen und Finanzen, insbesondere mit Blick auf Altersarmut, ein. Dafür hat er unter anderem einen Steuerleitfaden mit der Steuerberaterkammer Rheinland-Pfalz, dem Frauenministerium Rheinland-Pfalz sowie dem Finanzministerium Rheinland-Pfalz entwickelt. Zudem unterstützt der Landesfrauenrat Rheinland-Pfalz über die Charta der Vielfalt die Diversität in der Arbeitswelt.
Im Jahr 2018 führte der Landesfrauenrat Rheinland-Pfalz gemeinsam mit der WHU – Otto Beisheim School of Management den Wettbewerb „Erfolgreiche Frauen im Mittelstand“ durch. Zielsetzung des Wettbewerbs war es unter anderem Rollenvorbilder zu identifizieren und erfolgreichen Frauen im Mittelstand Sichtbarkeit zu geben. Anhand der Kriterien „Nachhaltiges Wirtschaften“ und „Vereinbarkeit schaffen“ wählte die achtköpfige Jury aus Wissenschaft, Medien und Praxis (u. a.   Marcel Fratzscher, Claudia Rankers,   Nadine Kammerlander, Thomas Nettelmann vom Südwestrundfunk und Katarzyna Mol von emotion) drei Preisträgerinnen aus.